# ミライ (JUJUの曲)
「ミライ」（ミライ）は、JUJUの38枚目のシングル。2019年1月31日に先行配信、2019年3月6日にソニー・ミュージック・アソシエイトレコーズからリリースされた。

## 概要
表題曲の「ミライ」は、テレビ朝日系列木曜ドラマ『ハケン占い師アタル』（2019年1月クール）の主題歌に起用された。
作詞をした蒼山幸子がねごとのメンバーであることを、JUJU本人は知らなかった。
カップリング曲の「READ MY LIPS」は、イヴ・サンローラン・ボーテ「ヴォリュプテプランプインカラー」のコラボレーションソングである。

## 発売形態
初回限定盤（三方背BOX、CD＋DVD）と、通常盤（CDのみ）の2種類がある。

## 収録曲
1. ミライ
作詞：蒼山幸子（ねごと）、作曲：三橋隆幸、編曲：大野裕一
ミュージック・ビデオには、無名だった頃の仁村紗和が主演している[4]。
2. READ MY LIPS
作詞：藤林聖子、作曲：UTA、為岡そのみ、編曲、プロデュース： UTA
MVでは、小関裕太が出演している[5]。
3. だってしょうがないじゃない
作詞：川村真澄、作曲：馬飼野康二、編曲、プロデュース：松浦晃久
和田アキ子の楽曲をボサノヴァ調でカバーした[2]。
4. ミライ -Instrumental-

### 初回限定盤DVD
- -15th ANNIVERSARY- JUJU TOUR 2018 『 I 』＠日本武道館　-1st selection- 
  1. かわいそうだよね (with HITSUJI)
  2. 明日がくるなら
  3. 東京
  4. あなたがくれたもの